# Straight to Hell (singolo)
Straight to Hell è un brano dei Clash, presente nel loro album Combat Rock. È stato pubblicato assieme a Should I Stay or Should I Go (un "double A-side single") il 17 settembre 1982 come 12 pollici e come 45 giri. L'ultimo (il 45 giri) fu pubblicato come picture disc.

## Il brano
Come in altri brani dei Clash, il testo di Straight to Hell parla di ingiustizia. La prima strofa si riferisce alla chiusura delle acciaierie nel nord dell'Inghilterra e all'alienazione subita dagli immigrati, nonostante i loro tentativi di integrarsi nella società britannica. La seconda strofa si concentra sull'abbandono dei bambini durante la guerra del Vietnam. La terza strofa mette a confronto il sogno americano visto attraverso gli occhi di un bambino americano-asiatico con una visione distopica della realtà americana. L'ultima strofa parla della difficile situazione degli immigrati in tutto il mondo. Per i temi trattati nel brano, la canzone è diventata uno dei brani più significativi nella storia dei Clash.
La canzone, la cui versione integrale raggiunge la durata di 7 minuti (questa versione può essere trovata sul box set Clash on Broadway o sul bootleg Rat Patrol from Fort Bragg), presenta parti suonate con il violino, cosa che la distingue dalla maggior parte degli altri brani dei Clash.

## Formazione
- Joe Strummer — voce
- Mick Jones — chitarre elettriche, conga, effetti sonori
- Paul Simonon — basso
- Topper Headon — batteria, percussioni

Crediti
- The Clash — produttore

## Classifiche
| Classifica             | Posizione |
| ---------------------- | --------- |
| Official Singles Chart | 62        |
| Irish Singles Chart    | 16        |

## Cover
- Heather Nova e Moby realizzarono una cover del pezzo per l'album tributo Burning London.
- Il riff di chitarra che fa da introduzione al brano è stato campionato nella la canzone Paper Planes di M.I.A..
- Jakob Dylan e Elvis Costello eseguirono una cover del brano durante lo show Spectacle: Elvis Costello with.... Dylan e Costello parlarono di Joe Strummer durante lo spettacolo.
- La canzone è stata modificata da Mick Jones e Lily Allen per l'album War Child: Heroes, pubblicato nel Regno Unito il 16 febbraio 2009 e negli Stati Uniti il 24 febbraio 2009 dalla Astralwerks. Il padrino della Allen era Joe Strummer[3].
- Diversi artisti folk hanno realizzato delle cover della canzone, tra cui Josh Rouse, Emm Gryner, e Will Kimbrough[4].